# Cecil Armstrong Gibbs
Cecil Armstrong Gibbs (* 10. August 1889 in Great Baddow, Essex; † 12. Mai 1960 in Chelmsford) war ein englischer Komponist.
Er studierte am Trinity College in Cambridge bei Edward Dent und am Royal College of Music bei Charles Wood und Ralph Vaughan Williams. Von 1921 bis 1939 war er Kompositions- und Theorielehrer am Royal College of Music. Außerdem war er von 1937 bis 1952 Vizepräsident der British Federation of Music Festivals. 
Gibbs komponierte eine Oper, eine Operette und mehrere Schauspielmusiken, mehrere Kantaten, drei Sinfonien, ein Concertino für Klavier und Streichorchester, fünf Streichquartette, eine Violinsonate, Klavierstücke, Chöre und Lieder, viele davon auf Texte seines Freundes Walter de la Mare.

## Werke
- The White Devil, Schauspielmusik, 1920
- The Betrothal, Schauspielmusik zu dem Stück von Maurice Maeterlinck, 1921
- The Blue Peter, komische Oper
- Midsummer Madness, Harlekinade
- Mr Cornelius, Operette
- The Birth of Christ, Kantate, 1930
- Deborak and Barak, Kantate
- Fancy Dress, Suite für Klavier und Orchester
- Dale and Fell, Suite
- Threnody für Streichquartett und Streichorchester
- In the High Alps, Klaviersuite, 1921
- Lakeland Pictures Acht Präludien für Klavier, 1940
- Sinfonie in E-Dur, 1931–32
- Odysseus, Chorsinfonie, Uraufführung 1946
- Westmorland, Dritte Sinfonie, 1944

| Personendaten    | Personendaten          |
| ---------------- | ---------------------- |
| NAME             | Gibbs, Cecil Armstrong |
| KURZBESCHREIBUNG | englischer Komponist   |
| GEBURTSDATUM     | 10. August 1889        |
| GEBURTSORT       | Great Baddow, Essex    |
| STERBEDATUM      | 12. Mai 1960           |
| STERBEORT        | Chelmsford             |